# Kristiina Halonen
Kristiina Halonen (* 10. Oktober 1997 in Lappeenranta) ist eine finnische Leichtathletin, die sich auf den 400-Meter-Hürdenlauf spezialisiert hat.

## Sportliche Laufbahn
Erste Erfahrungen bei internationalen Meisterschaften sammelte Kristiina Halonen im Jahr 2022, als sie sich für über 400 m Hürden für die Weltmeisterschaften in Eugene qualifizierte und dort mit 56,68 s in der ersten Runde ausschied. Anschließend schied sie bei den Europameisterschaften in München mit 56,82 s im Halbfinale aus und verpasste mit der finnischen 4-mal-400-Meter-Staffel mit 3:33,40 min den Finaleinzug. 2024 schied sie bei den Europameisterschaften in Rom mit 55,83 s im Semifinale aus.
2022 wurde Halonen finnische Meisterin im 400-Meter-Hürdenlauf.

## Persönliche Bestleistungen
- 400 Meter: 55,39 s, 16. August 2019 in Lahti
  - 400 Meter (Halle): 54,82 s, 5. Februar 2023 in Jyväskylä
  - 600 Meter (Halle): 1:31,45 min, 15. Januar 2023 in Jyväskylä (nationale Bestleistung)
- 400 m Hürden: 55,62 s, 9. Juni 2024 in Rom